# Wendy Allen
Wendy Irene Allen (Los Angeles, 16 novembre 1944) è un'ex sciatrice alpina statunitense.

## Biografia
Sciatrice polivalente con maggior propensione alle prove tecniche nata a San Pedro, Wendy Allen debuttò in campo internazionale in occasione delle Vail Trophy Races 1963 (Vail, 9-10 febbraio), dove si classificò 9ª sia nella discesa libera, sia nello slalom speciale sia nella combinata; nel 1964 vinse lo slalom gigante, lo slalom speciale e la combinata della Roch Cup (Aspen, 3-5 aprile) e nel 1965 bissò il successo in slalom gigante nella medesima competizione (Aspen, 29-31 gennaio). Nel 1966 vinse gli slalom giganti della Harriman Cup (Sun Valley, 27 marzo) e della High Sierra Cup (Heavenly Valley, 1-3 aprile) ed esordì ai Campionati mondiali: a Portillo 1966 si piazzò 22ª nella discesa libera, 11ª nello slalom gigante, 8ª nello slalom speciale e 8ª nella combinata.
In Coppa del Mondo esordì nella stagione inaugurale del circuito, l'8 gennaio 1967 a Oberstaufen in slalom gigante (20ª), e ottenne il primo piazzamento a punti l'11 gennaio 1968, con il 4º posto nello slalom speciale di Grindelwald; in seguito prese parte ai X Giochi olimpici invernali di Grenoble 1968, sua unica presenza olimpica, classificandosi 22ª nello slalom gigante e non completando lo slalom speciale. In Coppa del Mondo ottenne l'unico podio il 25 febbraio dello stesso anno a Oslo in slalom speciale (3ª dietro a Kiki Cutter e a Isabelle Mir) e l'ultimo piazzamento a Heavenly Valley il 6 aprile seguente nella medesima specialità (4ª), suo congedo agonistico.

## Palmarès

### Classiche
Harriman Cup
- 1 vittoria (slalom gigante a Sun Valley 1966)

Roch Cup
- 4 vittorie (slalom gigante, slalom speciale, combinata ad Aspen 1964; slalom gigante ad Aspen 1965)

### Coppa del Mondo
- Miglior piazzamento in classifica generale: 14ª nel 1968
- 1 podio:
  - 1 terzo posto

### Campionati statunitensi
- 4 medaglie (dati parziali):
  - 3 ori (slalom gigante, slalom speciale, combinata nel 1966)[9]
  - 1 argento (slalom speciale nel 1967)[10]